# John Bromfield
John Bromfield (11 de junio de 1922 - 19 de septiembre de 2005) fue un actor cinematográfico y televisivo estadounidense.  

## Biografía
Su verdadero nombre era Farron McClain Brumfield, y nació en South Bend (Indiana). Jugó al fútbol americano y fue campeón de boxeo en el college. Además, sirvió en la Armada de los Estados Unidos, y en 1948 arponeó en dos veces a una ballena en el documental Harpoon.
En 1948 fue elegido para encarnar a un detective en el film Sorry, Wrong Number, protagonizado por Burt Lancaster y Barbara Stanwyck para Columbia Pictures. En 1953 actuó junto a Esther Williams en la película Easy to Love, rodada en Cypress Gardens, en Florida. Mediada la década de 1950 actuó en westerns como la serie de la NBC Frontier, en el papel de un sheriff en el episodio "The Hanging at Thunder Butte Creek". También trabajó en películas de horror, entre ellas la producción de 1955 en Cine 3D Revenge of the Creature, la primera secuela de Creature from the Black Lagoon.
En 1956 Bromfield fue elegido para interpretar al oficial Frank Morgan en la serie criminal western Sheriff of Cochise, posteriormente retitulada por el director del estudio, Desi Arnaz, como U.S. Marshal. El verdadero sheriff del Condado de Cochise en esa época, Jack Howard, visitó el plató en una ocasión, nombrando a Bromfield ayudante honorario. La serie fue realmente creada por su coprotagonista Stan Jones (1914-1963), que actuó en 24 episodios encarnando al Ayudante Harry Olson. En Sheriff of Cochise intervinieron numerosos jóvenes actores que posteriormente serían bien conocidos dentro del mundo del espectáculo: Mike Connors, Gavin MacLeod, David Janssen, Michael Landon, Stacy Keach, Charles Bronson, Jack Lord, Doug McClure, Ross Martin, y Martin Milner.
En 1960 Bromfield se retiró de la actuación y se dedicó a producir espectáculos deportivos y a trabajar como pescador comercial en la zona de Newport Beach, California. Bromfield se casó con las actrices Corinne Calvet (1925-2001) y Larri Thomas (nacida en 1933), divorciándose de ambas. Falleció en 2005 a causa de una insuficiencia renal en Palm Desert, California. Tenía 83 años de edad. Le sobrevivió su tercera esposa, Mary Bromfield, con la cual estuvo casado 43 años. Fue enterrado en el Cementerio Forest Lawn Memorial Park de Glendale (California).